# Luís Augusto de Oliveira Franco
Luís Augusto de Oliveira Franco war ein portugiesischer Offizier und Kolonialverwalter.
Am 18. März 1918 löste Franco, im Range eines Hauptmanns der Infanterie, José Machado Duarte Junior als Interimsgouverneur der Kolonie Portugiesisch-Timor (portugiesisch Governador internio) ab, wurde aber selbst am 1. April 1919 durch Manuel José de Meneses Fernandes Costa amtsführend ersetzt.
Ab dem 11. Oktober 1919 war mit Manuel Paulo de Sousa Gentil wieder ein regulärer Gouverneur im Amt, der aber bereits am 14. Februar 1920 das Amt wieder an Franco abgab. Er führte es als „von der Regierung beauftragter“ Gouverneur (portugiesisch encarregado do governo) bis zum 11. Juni 1921. Dann übernahm erneut Manuel José de Meneses Fernandes Costa. Franco wurde stattdessen noch im selben Jahr Gouverneur des Distrikts Gaza in der Kolonie Portugiesisch-Ostafrika (Mosambik).
1926 wurde Franco zum Verwalter des Hospitals von Caldas da Rainha ernannt.
Am 5. Oktober 1935 erhielt Franco, nun Major, den Ritterorden von Avis im Range eines Kommandeurs.